# Adventures (banda)
Adventures es una banda de indie rock estadounidense de Pittsburgh, Pennsylvania. La banda se formó en 2012 por tres miembros de la banda de hardcore punk Code Orange –Joe Goldman, Reba Meyers y Jami Morgan– con sus amigos Kimi Hanauer y Dominic Landolina. Inicialmente firmaron con No Sleep Records, pero desde entonces han firmado con Run for Cover Records. Adventures han publicado cuatro EPs, seguido en 2015 por un álbum de estudio, Supersonic Home.
En mayo de 2014, la banda se embarcó en una gira con Seahaven y Foxing.

## Miembros
- Joe Goldman – bajo, voces
- Kimi Hanauer – teclados, voces
- Dominic Landolina – guitarras
- Reba Meyers – voces, guitarras
- Jami Morgan – batería

## Discografía

### Álbumes de estudio
- Supersonic Home (Run for Cover, 2015)

### EPs
- Adventures (2012)
- Clear My Head with You (2013)

### Splits
- Adventures / Run, Forever (2014)
- Adventures / Pity Sex (Run for Cover, 2014)